# 河园镇
河园镇，是中华人民共和国新疆维吾尔自治区喀什地区叶城县下辖的一个乡镇级行政单位。原为萨依巴格乡，2023年撤乡设镇。行政区划代码改为653126108。 

## 行政区划
河园镇下辖以下地区：
玉祖木吕克村、喀赞其村、英巴格村、古勒巴格村、督村、喀勒塔恰斯木克村、霍依拉坎特村、阿热坎特村、英阿瓦提村、阿亚格库其村、萨依恰喀村、巴什库其村、托格拉勒村、阿亚格托格拉勒村、巴什托格拉勒村、喀拉塔什村、萨依巴格村、萨亚特村、库普其村、亚喀萨依村和巴什代尔村。